# Aemngvantom thamnongpaseuam
Espèce
Aemngvantom thamnongpaseuam est une espèce de scorpions de la famille des Pseudochactidae.

## Distribution
Cette espèce est endémique de la province de Khammouane au Laos. Elle se rencontre à Thakhek dans la grotte Tham Nong Pa Seuam.

## Description
La femelle holotype mesure 30,0 mm. Ce scorpion troglobie est anophthalme et jaune pale.

## Étymologie
Son nom d'espèce lui a été donné en référence au lieu de sa découverte, la grotte Tham Nong Pa Seuam.

## Publication originale
- Prendini, Ehrenthal & Loria, 2021 : « Systematics of the relictual Asian scorpion family Pseudochactidae Gromov, 1998, with a review of cavernicolous, troglobitic, and troglomorphic scorpions. » Bulletin of the American Museum of Natural History, no 453, p. 1-149 (texte intégral).